# Amy Bruckner
Amy Bruckner (Conifer, Colorado, 28 de marzo de 1991) es una actriz y cantante estadounidense, conocida por haber realizado papeles en varios programas de Disney Channel, como Pim Diffy, la hermana de Phil en Phil of the Future, y Haley, la hermana de Jake en American Dragon: Jake Long. Bruckner también ha aparecido en películas de Hollywood como Nancy Drew, en la que interpreta a Bess Marvin, y en Rebound en el papel de "Annie".

## Carrera
Bruckner comenzó su carrera apareciendo en programas como ER, Malcolm In the Middle, The West Wing, Oliver Beene, Judging Amy y Ally McBeal.
También participó en una versión de la canción de La Cenicienta "A Dream Is a Wish Your Heart Makes", junto con Disney Channel Circle of Stars.

## Filmografía
| Año       | Título                                                     | Papel          | Notas                  |
| --------- | ---------------------------------------------------------- | -------------- | ---------------------- |
| 2002      | ER                                                         | Ariel          |                        |
| 2002      | Ally McBeal                                                | Hayley         |                        |
| 2002      | The West Wing                                              | Sally          |                        |
| 2003      | Regular Joe                                                | Allissa        |                        |
| 2003      | American Dreams                                            | Elaine         |                        |
| 2003      | Judging Amy                                                | Emily Michaels |                        |
| 2003-2004 | Oliver Beene                                               | Susan Brotsky  | 4 episodios            |
| 2004      | They Are Among Us                                          | Brandi         |                        |
| 2004      | Costume Party Capers: The Incredibles                      | Kid Kareoki    |                        |
| 2004-2005 | Malcolm in the Middle                                      | Zoe            | 3 episodios            |
| 2004-2006 | Phil of the Future                                         | Pim Diffy      | Papel principal        |
| 2005      | Rebound                                                    | Annie          |                        |
| 2005-2007 | American Dragon: Jake Long                                 | Haley Long     | Papel principal (voz)  |
| 2007      | Nancy Drew                                                 | Bess Marvin    |                        |
| 2014      | The Assault                                                | Frankie        | Película de televisión |
| 2017      | Trust (and Other Lies We Tell Ourselves to Sleep at Night) | Dulcinea       |                        |